# Museo de arte de Rwesero
El Museo de arte de Rwesero es un museo en Nyanza, Ruanda. Se encuentra bajo la responsabilidad del Instituto de Museos Nacionales de Ruanda.
Fue construido como un palacio para el rey Mutara III Rudahigwa, pero nunca tuvo tiempo para mudarse a él pues murió antes de que lo pudiera ocupar, por lo que después se convirtió en un museo de arte. Se encuentra en la parte superior de la colina Rwesero en la ciudad de Nyanza. El Museo de Arte está vinculado a la Academia Olímpica, el Centro Cultural, el Museo del Deporte, y los estadios de diversos deportes.